# Onze-Lieve-Vrouw-Lombeek
Onze-Lieve-Vrouw-Lombeek (fr. Lombeek-Notre-Dame) – dzielnica (deelgemeente) gminy Roosdaal w Belgii, w Regionie Flamandzkim, w prowincji Brabancja Flamandzka, w okręgu Halle-Vilvoorde. 1 stycznia 2020 roku liczyła 1168 mieszkańców. Do 31 grudnia 1964 samodzielna gmina.

## Demografia
Liczba mieszkańców, stan na 1 stycznia:
| Rok                | 1900 | 1930 | 2020 |
| ------------------ | ---- | ---- | ---- |
| Liczba mieszkańców | 676  | 761  | 1168 |